# Trajetória Sub-Orbital

As trajetórias à seguir nos exemplos A e B representam uma trajetória sub-orbital, pois as bolas de canhão à ser lançados nos exemplos A e B, alcançam uma certa altura, mas sem velocidade horizontal para alcançar uma trajetória orbital.

A Trajetória Sub-Orbital é um tipo de trajetória que certas naves e objetos astronômicos seguem, esse tipo de trajetória segue com velocidade e aceleração baixa, o que cria uma trajetória parabólica ou seja uma trajetória que segue em queda livre de forma em que a nave ou objeto astronômico atravessa a atmosfera terrestre e colidi com solo, existem naves que seguem esse tipo de trajetória, onde normalmente essas naves são de turismo espacial, pois essa trajetória é eficiente pela baixa quantidade de combustível, baixa alteração nos ossos pela microgravidade e baixo custo.
Onde a Trajetória Sub-Orbital pode acontecer por um aumento na velocidade vertical e uma queda na velocidade horizontal, o que gera um aumento repentino na excentricidade orbital, fazendo a trajetória orbital com baixa excentricidade orbital, ter a excentricidade orbital seguir com um aumento repentino.
Onde uma Trajetória Sub-Orbital visa ter baixa velocidade horizontal e uma alta velocidade vertical, o que faz a Trajetória Orbital ter a excentricidade orbital aumentada de forma repentina, a Trajetória Sub-Orbital segue em forma de parábola, pois o objeto astronômico ou nave que segue a Trajetória Orbital não consegue escapar da gravidade do corpo que está atraindo-o por falta de velocidade horizontal.